# Pseudospinolia
Pseudospinolia is een geslacht van vliesvleugelige insecten van de familie Goudwespen (Chrysididae).

## Soorten
- P. aureicollis (Abeille de Perrin, 1878)
- P. fahringeri (Trautmann, 1926)
- P. humboldti (Dahlbom, 1845)
- P. incrassata (Spinola, 1838)
- P. marqueti (Du Buysson, 1887)
- P. neglecta (Shuckard, 1836)
- P. transversa (Dahlbom, 1854)
- P. uniformis (Dahlbom, 1854)